# 코브 (아일랜드)
코브(아일랜드어: An Cóbh, 영어: Cobh)는 아일랜드 코크주의 도시이다. 약 13,000명의 인구를 가진 코크는 코크 항구의 그레이트 아일랜드 남쪽에 있으며 아일랜드에서 유일하게 전용 크루즈 터미널이 있는 곳이다. 그 지역의 관광은 그 도시의 해양과 이민의 유산에 의존한다.
마을을 마주하고 있는 곳은 스파이크 섬과 하울보우라인 섬이다. 도시의 높은 곳에는 클로인 교구의 대성당인 세인트 콜먼 성당이 있다. 아일랜드에서 가장 높은 마천루 중 하나이며, 높이는 91.4m이다.

## 경제 및 관광

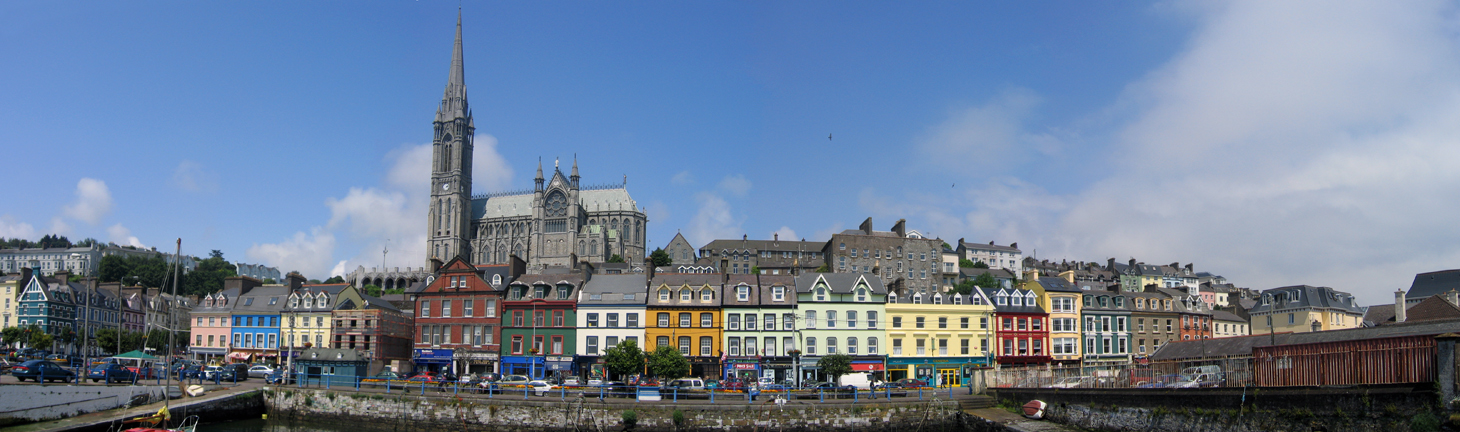
코브의 해안가

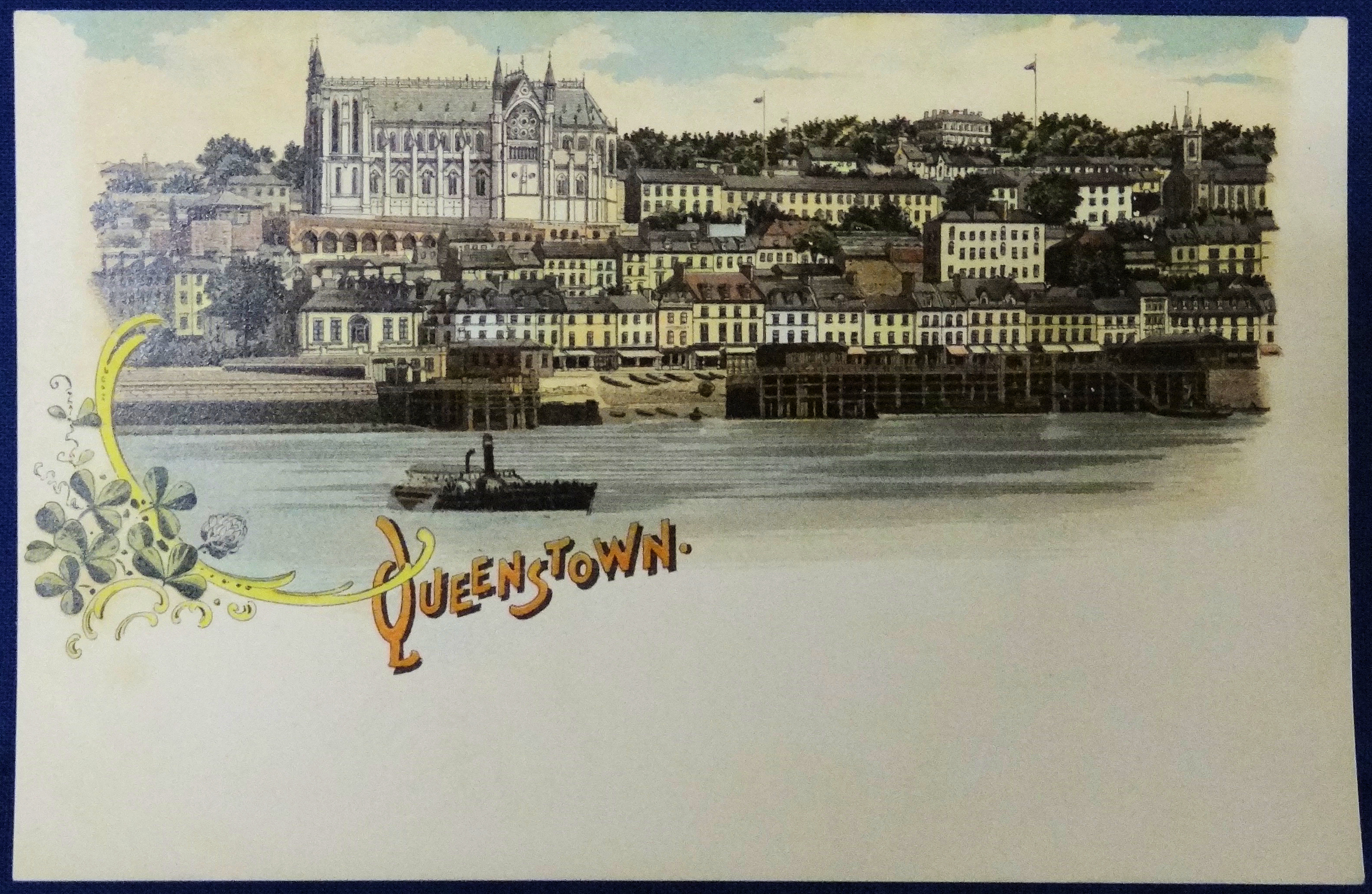
코브의 해안가 (1900년경)

관광업은 코브에서 큰 고용주이다. 매년 대형 크루즈 여객선이 코브를 방문하는데, 주로 여름철에 관광객들 중 상당수는 버스를 타고 코브를 떠나 다른 관광지로 이동한다. 아일랜드에서 유일한 크루즈 전용 터미널에서 매년 약 100,000명의 크루즈 여객선 승객과 승무원이 마을 중심에 정박한다. 관광 명소로는 코브 헤리티지 센터의 퀸스타운 스토리, 타이타닉 체험, 타이타닉 트레일 워킹 투어, 코브 박물관, 코브 로드 트레인, 스파이크 아일랜드 투어, 세인트 콜먼 대성당이 있다. 도시는 1912년 RMS 타이타닉이 코크 항을 출발한 이후 거의 변하지 않았으며, 거리 풍경과 교각은 여전히 거의 변하지 않았다. 마을을 마주하고 있는 곳은 스파이크 섬과 하울보우라인 섬이다. 후자는 과거 영국 해군 기지였던 아일랜드 해군 서비스의 본부이다.
21세기에는 2008년 티크녹에 새로운 리테일 파크와 2007년 8월 레저 센터(25m 수영장 포함)와 같은 많은 새로운 개발이 완료되었다. 2010년, 스파이크 섬의 투어가 시작되었고, 타운 센터 근처의 케네디 부두에서 출발했다.

## 교육
코브에는 콜라이스테 뮤어 중등학교와 코브 커뮤니티 칼리지를 포함한 여러 초등학교와 중등학교가 있다. 스쿠일 이오사예프 나오파는 스쿠일 시에 있는 남자 초등학교로, 스쿠일 스키아트나 스쿠일 결승전에 여러 번 올랐다.